# Cormeilles (Oise)
Pour les articles homonymes, voir Cormeilles.
Cormeilles est une commune française située dans le département de l'Oise en région Hauts-de-France.

## Géographie

### Description
Cormeilles est un village picard du Plateau picard du nord de l'Oise, situé à 30 km au nord-ouest d'Amiens, 27 km à l'ouest  de Montdidier, 24 km au nord-est de Beauvais et à 81 km au nord-est de Rouen.
Il est aisément accessible par l'ancienne route nationale 30 et  par l'autoroute A16 (France), qui passe à l'est du territoire communal et dont la sortie la plus proche est celle d'Hardivillers.
Louis Graves indiquait en 1836 que le territoire communal était constitué d'un en périmètre à-peu-près ovale, traversé du midi an nord par un vallon sinueux qui descendait  vers Blancfossé ; des coteaux boisés limitaient à l'est ce vallon; une plaine découverte le bornait à l'ouest.
|  |  |

### Communes limitrophes
Les communes limitrophes sont  Blancfossé, Doméliers, Fléchy, Fontaine-Bonneleau, Hardivillers, Le Crocq et Villers-Vicomte.
| Fontaine-Bonneleau | Blancfossé | Fléchy          |
|                    | Cormeilles | Villers-Vicomte |
| Domeliers          | Le Crocq   | Hardivillers    |

### Hydrographie

#### Réseau hydrographique
La commune est située dans le bassin Artois-Picardie. Elle est drainée par la Cormeilles et le Crocq,.

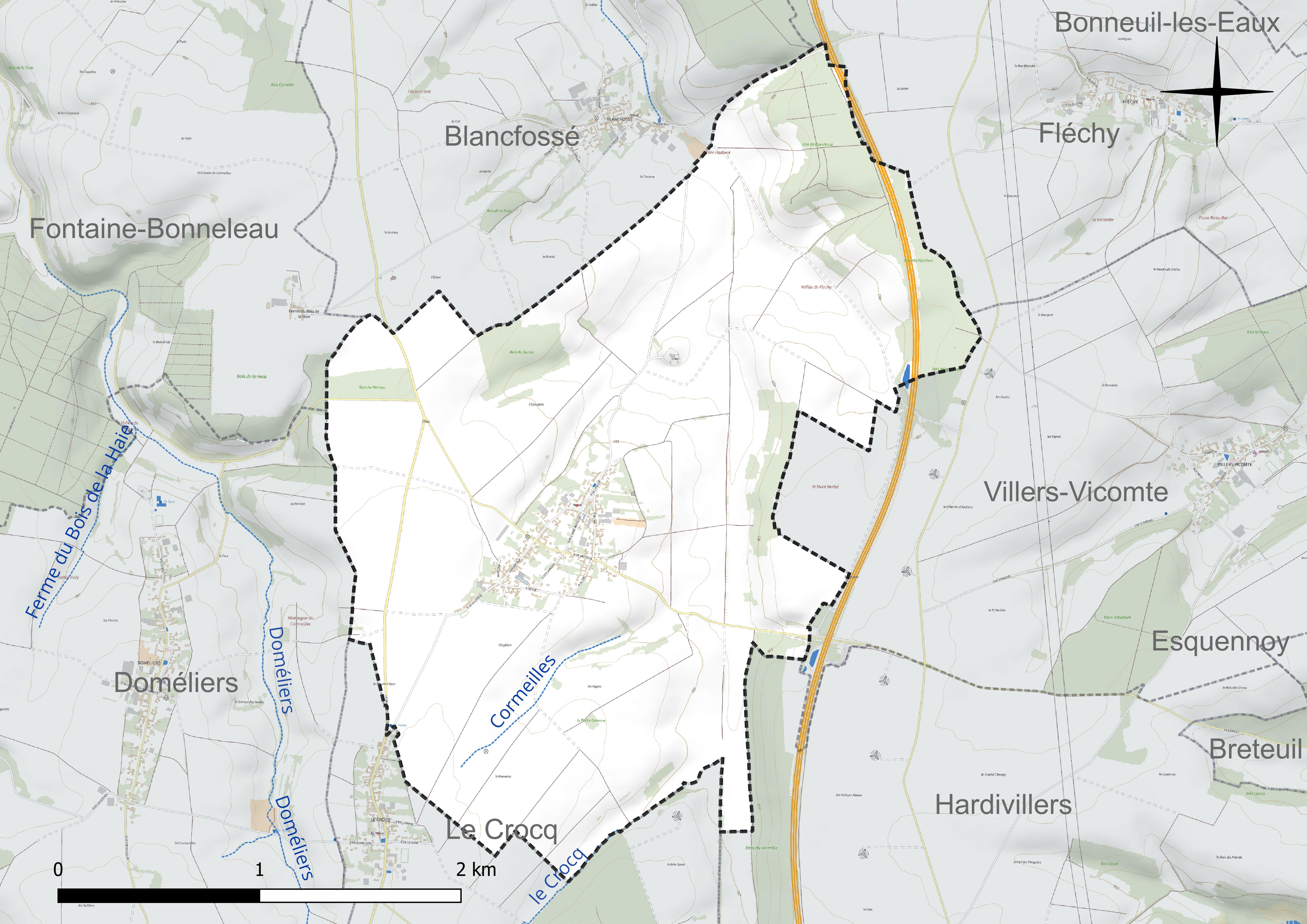
Réseau hydrographique de Cormeilles.

#### Gestion et qualité des eaux
Le territoire communal est couvert par le schéma d'aménagement et de gestion des eaux (SAGE) « Sensée ». Ce document de planification concerne un territoire de 1 835 km2 de superficie, délimité par le bassin versant de la Somme canalisée. Le périmètre a été arrêté le 29 avril 2010 et le SAGE proprement dit a été approuvé le 6 août 2019. La structure porteuse de l'élaboration et de la mise en œuvre est le syndicat mixte d'aménagement hydraulique du bassin versant de la Somme (AMEVA).
La qualité des cours d'eau peut être consultée sur un site dédié géré par les agences de l'eau et l'Agence française pour la biodiversité.

### Climat
Pour des articles plus généraux, voir Climat des Hauts-de-France et Climat de l'Oise.
En 2010, le climat de la commune est de type climat océanique dégradé des plaines du Centre et du Nord, selon une étude du CNRS s'appuyant sur une série de données couvrant la période 1971-2000. En 2020, Météo-France publie une typologie des climats de la France métropolitaine dans laquelle la commune est exposée à un climat océanique et est dans la région climatique Nord-est du bassin Parisien, caractérisée par un ensoleillement médiocre, une pluviométrie moyenne régulièrement répartie au cours de l'année et un hiver froid (3 °C).
Pour la période 1971-2000, la température annuelle moyenne est de 10,2 °C, avec une amplitude thermique annuelle de 14,5 °C. Le cumul annuel moyen de précipitations est de 742 mm, avec 12,2 jours de précipitations en janvier et 8,5 jours en juillet. Pour la période 1991-2020, la température moyenne annuelle observée sur la station météorologique la plus proche, située sur la commune de Rouvroy-les-Merles à 12 km à vol d'oiseau, est de 10,7 °C et le cumul annuel moyen de précipitations est de 647,9 mm,. Pour l'avenir, les paramètres climatiques de la commune estimés pour 2050 selon différents scénarios d'émission de gaz à effet de serre sont consultables sur un site dédié publié par Météo-France en novembre 2022.

## Urbanisme

### Typologie
Au 1er janvier 2024, Cormeilles est catégorisée commune rurale à habitat dispersé, selon la nouvelle grille communale de densité à sept niveaux définie par l'Insee en 2022.
Elle est située hors unité urbaine. Par ailleurs la commune fait partie de l'aire d'attraction de Beauvais, dont elle est une commune de la couronne,. Cette aire, qui regroupe 162 communes, est catégorisée dans les aires de 50 000 à moins de 200 000 habitants,.

### Occupation des sols

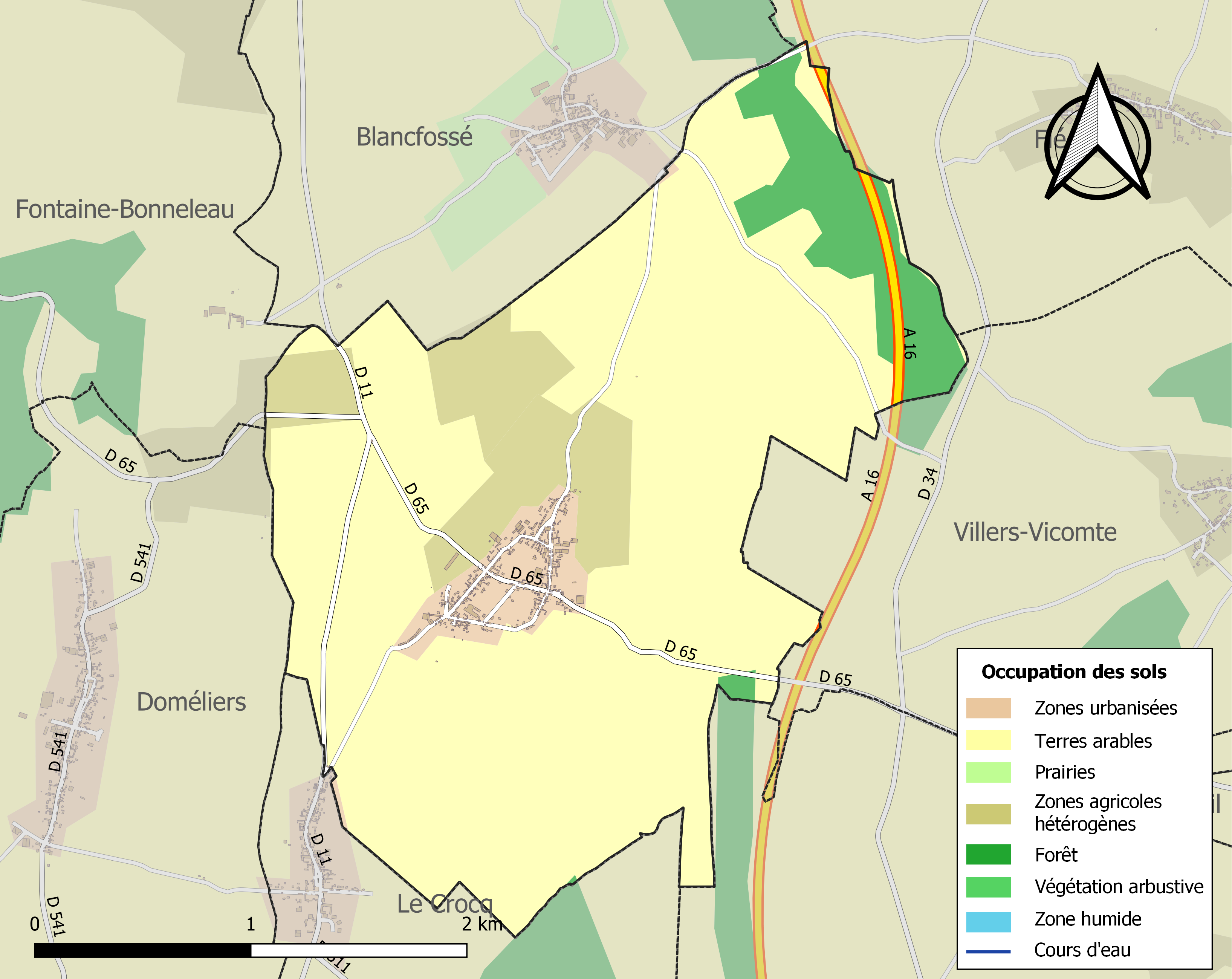
Carte des infrastructures et de l'occupation des sols de la commune en 2018 (CLC).

L'occupation des sols de la commune, telle qu'elle ressort de la base de données européenne d'occupation biophysique des sols Corine Land Cover (CLC), est marquée par l'importance des territoires agricoles (87,1 % en 2018), en augmentation par rapport à 1990 (86 %). La répartition détaillée en 2018 est la suivante : 
terres arables (75,5 %), zones agricoles hétérogènes (11,6 %), forêts (8,1 %), zones urbanisées (4,8 %). L'évolution de l'occupation des sols de la commune et de ses infrastructures peut être observée sur les différentes représentations cartographiques du territoire : la carte de Cassini (XVIIIe siècle), la carte d'état-major (1820-1866) et les cartes ou photos aériennes de l'IGN pour la période actuelle (1950 à aujourd'hui).

### Habitat et logement
En 2018, le nombre total de logements dans la commune était de 179, alors qu'il était de 179 en 2013 et de 152 en 2008.
Parmi ces logements, 85,5 % étaient des résidences principales, 3,9 % des résidences secondaires et 10,6 % des logements vacants. Ces logements étaient pour 98,3 % d'entre eux des maisons individuelles et pour 0,6 % des appartements.
Le tableau ci-dessous présente la typologie des logements à Cormeilles en 2018 en comparaison avec celle de l'Oise et de la France entière. Une caractéristique marquante du parc de logements est ainsi une proportion de résidences secondaires et logements occasionnels (3,9 %) supérieure à celle du département (2,5 %) et à celle de la France entière (9,7 %). Concernant le statut d'occupation de ces logements, 75,2 % des habitants de la commune sont propriétaires de leur logement (75,8 % en 2013), contre 61,4 % pour l'Oise et 57,5 pour la France entière.
| Typologie                                               | Cormeilles | Oise | France entière |
| ------------------------------------------------------- | ---------- | ---- | -------------- |
| Résidences principales (en %)                           | 85,5       | 90,4 | 82,1           |
| Résidences secondaires et logements occasionnels (en %) | 3,9        | 2,5  | 9,7            |
| Logements vacants (en %)                                | 10,6       | 7,1  | 8,2            |

### Voies de communication et transports
La commune est desservie, en 2023, par les lignes 615, 616, 6103, 6109 et 6122 du réseau interurbain de l'Oise.

## Toponymie
La localité a été dénommée comme Cormeilles, Cormeilles-le-Crocq, Cormeille*la-Ville, Cormeille-la-Neuville (Cormiliæ, Cormetiœ, Cormelitœ, Curmitiaca).
Le toponyme Cormeilles est issu de l'ancien français cormeille « cormier », pluriel de l'oïl cormeille « sorte de fruit », qui a dû signifier « sorbier, ensemble de sorbiers » et qui est un dérivé de l'oïl corme, d'origine gauloise : du latin populaire corma, du gaulois curmi « cervoise » (cf. irlandais coirm, gallois cwrwf, breton korev), en raison de l'ancien cidre de cormes.

## Histoire

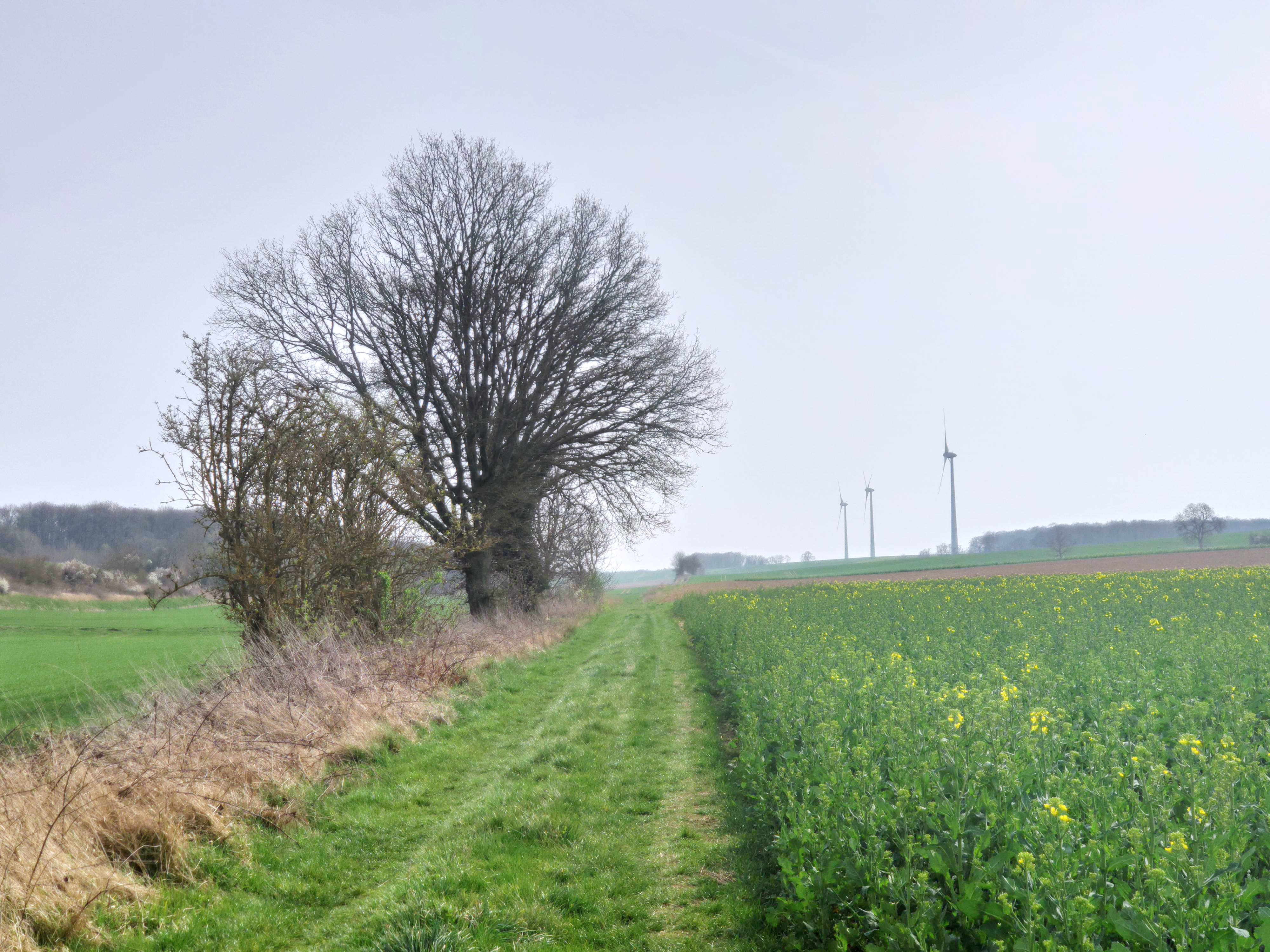
La Chaussée brunehaut bimillénaire et les modernes éoliennes.

Une ancienne voie romaine, appelée localement Chaussée Brunehaut reliant Beauvais à Amiens (Caesaromagus-Samarobriva) passe à l'est du village. L'ancien hameau de La Neuville, situé au nord du cimetière, pourrait avoir été situé à l'emplacement du vicus nommé Curmiliaca sur l'itinéraire d'Antonin.
Un effondrement survenu en 1834 a permis de redécouvrir un souterrain-refuge ou muche, qui permettait autrefois de protéger la population pendant les temps de guerres. Cet ouvrage est une galerie longue de 82 m. Des chambres de 5 m sur 3 et 3 m de hauteur étaient aménagées le long de la muche. L'entrée, pratiquée à mi-côte sur le chemin de Fontaine était ferlée de longue date.
A la même époque, Louis Graves indiquait « on trouve à cinquante pas dans la plaine au midi du village, au lieu appelé les Fosses, des caves et des vestiges de constructions qu'on dit avoir été un couvent de templiers. Les débris de tuiles romaines qui abondent et que la charrue ramène sans cesse au jour paraissent indiquer une époque bien plus reculée. Peut-être aussi ce lieu fut-il occupé par une maladrerie royale qui existait anciennement à Cormeilles ».
Sous l'Ancien Régime, le village était divisé entre deux seigneuries ; celle de l'Abbaye de Froidmont tandis que la , partie basse de la commune dépendait de celle de Blancfossé.
La commune, instituée lors de la Révolution française, absorbe entre 1790-1794 celle du Crocq, qui est reconstituée en 1832.
En 1836, la commune est propriétaire du presbytère, d'une place. et d'un terrain de  jeu de tamis plantés d'arbres  fruitiers et de haute tige, ainsi que de deux.pompes à incendie actionnées par une compagnie de pompiers, et un réglemente municipal de l'époque interdit de recouvrir de chaume les constructions neuves afin de limiter les risques d'incendie. « La fabrique des étoffes a pris un grand développement depuis quarante années. La population qui était misérable autrefois, s'est accrue d'un quart dans le même intervalle, et sa richesse a plus que doublé ». On compte à cette époque dans la commune un moulin à vent et une argilière.
Seconde Guerre mondiale
À la fin de la Seconde Guerre mondiale, dans la nuit du 4 au 5 juillet 1944, un bombardier Lancaster JB486 de la RAF, de retour d'une mission de bombardement de  l'usine de V1 des Nazis à Saint-Leu-d'Esserent dans le cadre de l'opération Crossbow, s'est écrasé sur le territoire communal, tuant les 7 hommes d'équipage : Anthony E. Grubb, Harry Lees, James W. Weyers, Clifford N. Stalker, Joseph T. Nixon, George T. Osborne, Jack Paull Hodges. Ils étaient âgés de 21 à 32 ans,.

## Politique et administration

### Rattachements administratifs et électoraux
La commune se trouve dans l'arrondissement de Beauvais du département de l'Oise. Pour l'élection des députés, elle fait partie de la première circonscription de l'Oise.
Elle faisait partie depuis 1801 du canton de Crèvecœur-le-Grand. Dans le cadre du redécoupage cantonal de 2014 en France, la commune rejoint le canton de Saint-Just-en-Chaussée.

### Intercommunalité
La commune faisait partie de la communauté de communes de Crèvecœur-le-Grand Pays Picard A16 Haute Vallée de la Celle créée fin 1992.
Dans le cadre des dispositions de la loi portant nouvelle organisation territoriale de la République (Loi NOTRe) du 7 août 2015, qui prévoit que les établissements publics de coopération intercommunale (EPCI) à fiscalité propre doivent avoir un minimum de 15 000 habitants, le préfet de l'Oise a publié en octobre 2015 un projet de nouveau schéma départemental de coopération intercommunale, qui prévoit la fusion de plusieurs intercommunalités, et notamment celle de Crèvecœur-le-Grand (CCC) et celle des Vallées de la Brèche et de la Noye (CCVBN), soit une intercommunalité de 61 communes pour une population totale de 27 196 habitants.
Après avis favorable de la majorité des conseils communautaires et municipaux concernés, cette intercommunalité dénommée communauté de communes de l'Oise picarde et dont la commune est désormais membre, est créée au 1er janvier 2017.

### Liste des maires
| Période                                  | Période                               | Identité                        | Étiquette | Qualité                                                                   |
| ---------------------------------------- | ------------------------------------- | ------------------------------- | --------- | ------------------------------------------------------------------------- |
| Les données manquantes sont à compléter. |                                       |                                 |           |                                                                           |
|                                          | Avril 1799 (Floréal de l'An VII)      | Jean-Baptiste Autiquet          |           | Agent Municipal                                                           |
| Avril 1799 (Floréal de l'An VII)         | Juillet 1800 (Thermidor de l'An VIII) | François Griblot                |           | Agent Municipal puis Maire provisoire                                     |
| Août 1800 (Fructidor de l'An VIII)       | Novembre 1804 (Brumaire de l'An XIII) | Pierre Allart                   |           |                                                                           |
| Mars 1801 (Germinal de l'An IX)          | Novembre 1804 (Brumaire de l'An XIII) | Antoine Charles Philibert Josse |           |                                                                           |
| Décembre 1804 (Frimaire de l'An XIII)    | Novembre 1815                         | Louis Mesnard                   |           |                                                                           |
| Novembre 1815                            | Janvier 1816                          | Louis Stanislas Bled            |           |                                                                           |
| Janvier 1816                             | Juin 1824                             | Louis Griblot                   |           |                                                                           |
| Juin 1824                                | Juin 1828                             | Martin Benjamin Griblot         |           |                                                                           |
| Juin 1828                                | Août 1848                             | Pierre Victor Gayant            |           |                                                                           |
| Août 1848                                | Décembre 1849                         | Jules César Hochart             |           |                                                                           |
| Décembre 1849                            | Octobre 1850                          | Pierre Honoré Cocuelle          |           |                                                                           |
| Novembre 1850                            | Novembre 1850                         | Jean-Baptiste Gayant            |           | Adjoint remplissant les fonctions de Maire par intérim                    |
| Novembre 1850                            | Janvier 1857                          | Jules César Hochart             |           |                                                                           |
| Janvier 1857                             | Mai 1871                              | Pierre Florentin Barbier        |           |                                                                           |
| Juin 1871                                | Août 1871                             | Jean Baptiste Alphonse Bled     |           | Adjoint remplissant les fonctions de Maire par intérim                    |
| Septembre 1871                           | Janvier 1878                          | Mars Florian Anty               |           |                                                                           |
| Janvier 1878                             | Février 1878                          | Pierre Florentin Dangoisse      |           | Adjoint remplissant les fonctions de Maire par intérim                    |
| 1878                                     | 1881                                  | Jean-Baptiste Philibert Tallon  |           |                                                                           |
| 1881                                     | 1888                                  | Bled de Saint-Jean              |           |                                                                           |
| 1888                                     | 1896                                  | Edmond Vauquier                 |           |                                                                           |
| 1896                                     | 1912                                  | Edouard Tallon                  |           |                                                                           |
| 1912                                     | 1923                                  | Daniel Leroy                    |           |                                                                           |
| 1923                                     | 1926                                  | Henri Tallon                    |           |                                                                           |
| 1926                                     | 1929                                  | M. Duroyon                      |           |                                                                           |
| 1929                                     | 1937                                  | Philibert Leroy                 |           |                                                                           |
| 1937                                     | 1941                                  | M. Germain                      |           |                                                                           |
| 1941                                     | 1944                                  | Émile Autiquet                  |           |                                                                           |
| 1944                                     | 1947                                  | Jules Lecointe                  |           |                                                                           |
| 1947                                     | 1953                                  | Georges Bled                    |           |                                                                           |
| 1953                                     | 1953                                  | Jean Tallon                     |           |                                                                           |
| 1953                                     | 1983                                  | Maurice Cadet                   |           |                                                                           |
| mars 1983                                | septembre 2004                        | Hervé Benjamin                  |           | Président de la CC de Crèvecœur-le-Grand (2001 → 2004) Décédé en fonction |
| Septembre 2004                           | Juillet 2020                          | Jean-Marie Tallon,              |           | Agriculteur                                                               |
| Juillet 2020                             | En cours (au 2 décembre 2021)         | Éric Tourain                    |           |                                                                           |

### Politique de développement durable
En 2021, une enquête publique préalable à l'implantation de 3 éoliennes est organisé à Cormeilles. Ces appareils se rajouteraient à ceux déjà existants le long de l'autoroute A16.

## Population et société

### Démographie

#### Évolution démographique
L'évolution du nombre d'habitants est connue à travers les recensements de la population effectués dans la commune depuis 1793. Pour les communes de moins de 10 000 habitants, une enquête de recensement portant sur toute la population est réalisée tous les cinq ans, les populations de référence des années intermédiaires étant quant à elles estimées par interpolation ou extrapolation. Pour la commune, le premier recensement exhaustif entrant dans le cadre du nouveau dispositif a été réalisé en 2008.

En 2022, la commune comptait 393 habitants, en évolution de −9,86 % par rapport à 2016 (Oise : +0,87 %, France hors Mayotte : +2,11 %).
| 1793  | 1800 | 1806  | 1821  | 1831  | 1836  | 1841  | 1846  | 1851  |
| ----- | ---- | ----- | ----- | ----- | ----- | ----- | ----- | ----- |
| 1 002 | 966  | 1 082 | 1 214 | 1 349 | 1 019 | 1 040 | 1 054 | 1 012 |

| 1856 | 1861 | 1866 | 1872 | 1876 | 1881 | 1886 | 1891 | 1896 |
| ---- | ---- | ---- | ---- | ---- | ---- | ---- | ---- | ---- |
| 958  | 927  | 917  | 812  | 706  | 599  | 545  | 481  | 447  |

| 1901 | 1906 | 1911 | 1921 | 1926 | 1931 | 1936 | 1946 | 1954 |
| ---- | ---- | ---- | ---- | ---- | ---- | ---- | ---- | ---- |
| 432  | 451  | 375  | 306  | 284  | 229  | 222  | 217  | 217  |

| 1962 | 1968 | 1975 | 1982 | 1990 | 1999 | 2006 | 2008 | 2013 |
| ---- | ---- | ---- | ---- | ---- | ---- | ---- | ---- | ---- |
| 223  | 181  | 253  | 217  | 257  | 286  | 332  | 345  | 432  |

| 2018 | 2022 | - | - | - | - | - | - | - |
| ---- | ---- | - | - | - | - | - | - | - |
| 407  | 393  | - | - | - | - | - | - | - |

La chute démographique constatée entre 1831 et 1836 correspond à la création de la commune du Crocq, par scission du territoire de Cormeilles.

#### Pyramide des âges
La population de la commune est relativement jeune.
En 2018, le taux de personnes d'un âge inférieur à 30 ans s'élève à 38,9 %, soit au-dessus de la moyenne départementale (37,3 %). À l'inverse, le taux de personnes d'âge supérieur à 60 ans est de 15,2 % la même année, alors qu'il est de 22,8 % au niveau départemental.
En 2018, la commune comptait 208 hommes pour 199 femmes, soit un taux de 51,11 % d'hommes, largement supérieur au taux départemental (48,89 %).
Les pyramides des âges de la commune et du département s'établissent comme suit.
| Hommes | Classe d’âge | Femmes |
| ------ | ------------ | ------ |
| 0,0    | 90 ou +      | 0,5    |
| 2,9    | 75-89 ans    | 4,0    |
| 10,1   | 60-74 ans    | 13,1   |
| 26,9   | 45-59 ans    | 18,1   |
| 20,2   | 30-44 ans    | 26,6   |
| 18,8   | 15-29 ans    | 14,1   |
| 21,2   | 0-14 ans     | 23,6   |

| Hommes | Classe d’âge | Femmes |
| ------ | ------------ | ------ |
| 0,5    | 90 ou +      | 1,4    |
| 5,5    | 75-89 ans    | 7,6    |
| 15,6   | 60-74 ans    | 16,3   |
| 20,8   | 45-59 ans    | 20     |
| 19,4   | 30-44 ans    | 19,4   |
| 17,6   | 15-29 ans    | 16,2   |
| 20,6   | 0-14 ans     | 19,1   |

## Culture locale et patrimoine

### Lieux et monuments
- L'église Saint-Martin, dotée d'un inhabituel plan en « T » est le résultat de deux campagnes de construction bien distinctes, avec la nef en pierres de taille du XVIe siècle. Le chœur a été reconstruit, lui, en briques en 1828 en remplacement du précédent, trop petit et délabré. Le clocher .en charpente et ardoises domine la façade.
 Le retable est une œuvre de style classique d'un effet très monumental dû aux doubles colonnettes surmontées d'un fronton qui l'encadre, et qui provient du chœur précédent. L'église contient également une peinture représentant saint Martin qui rappelle la dédicace de l'église, de même qu'une petite statue en bois de 1733 et les boiseries de la tribune, qui comportent une représentation du Baptême du Christ[36].

L'église Saint-Martin
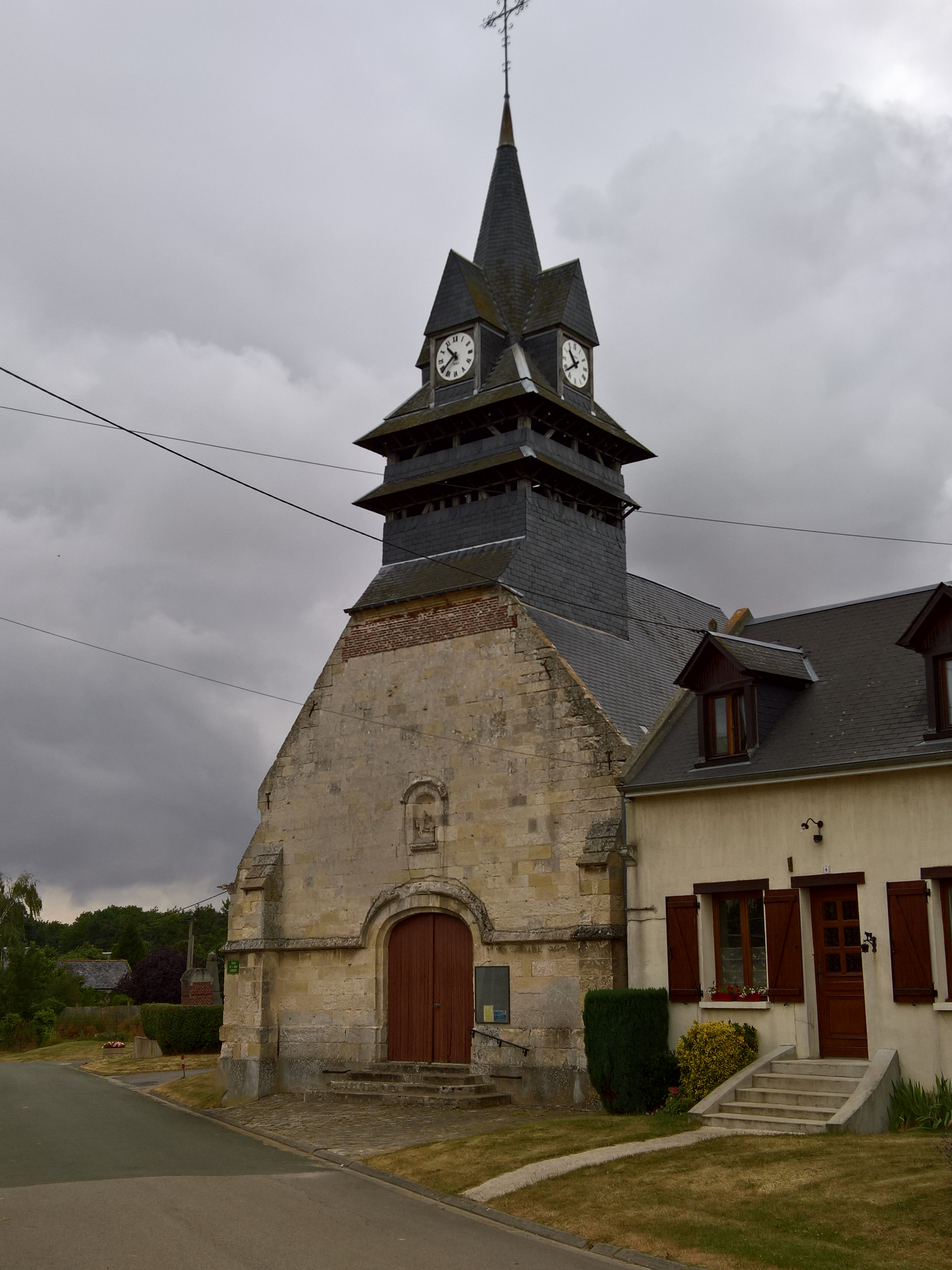
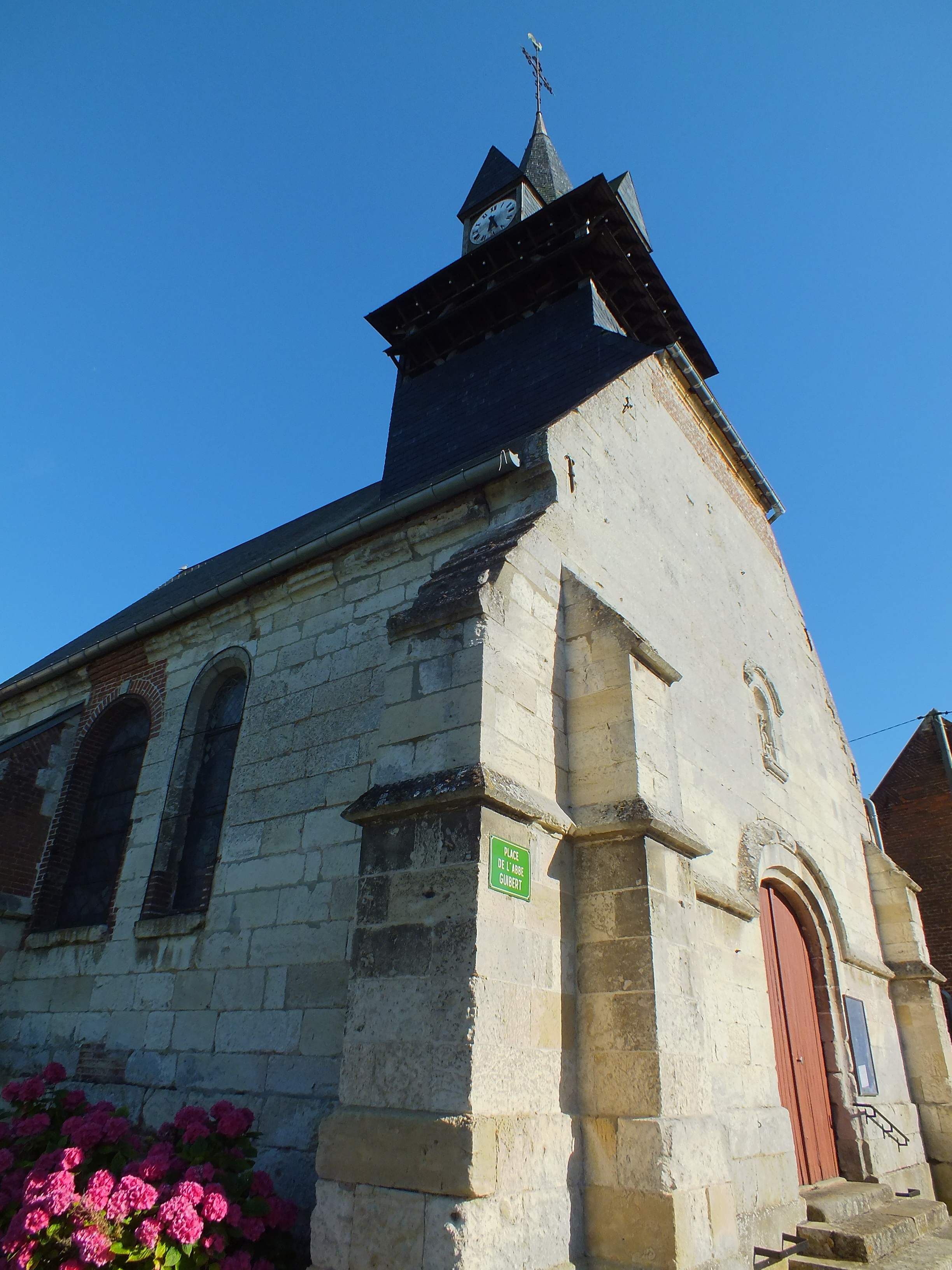
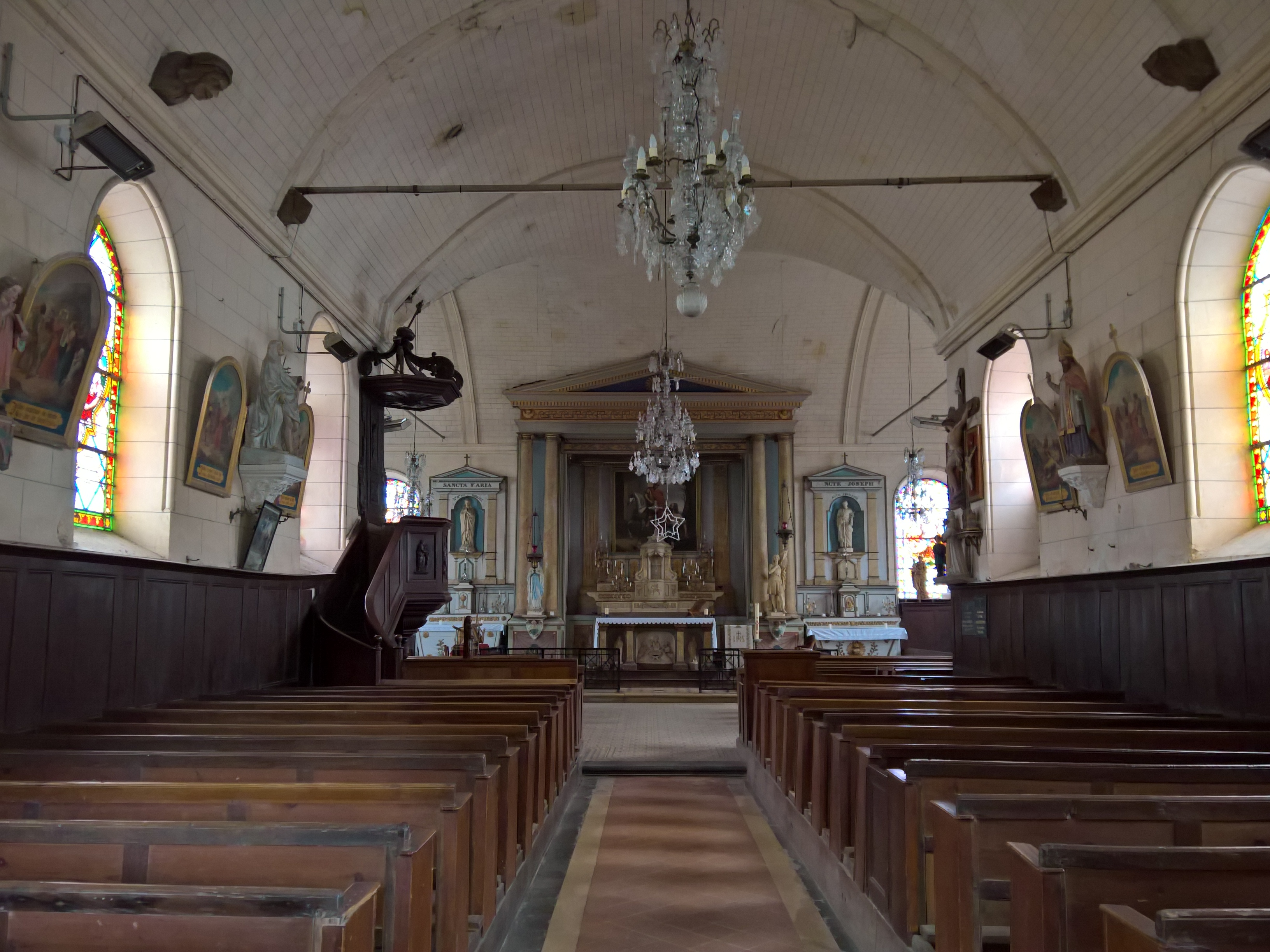
La nef
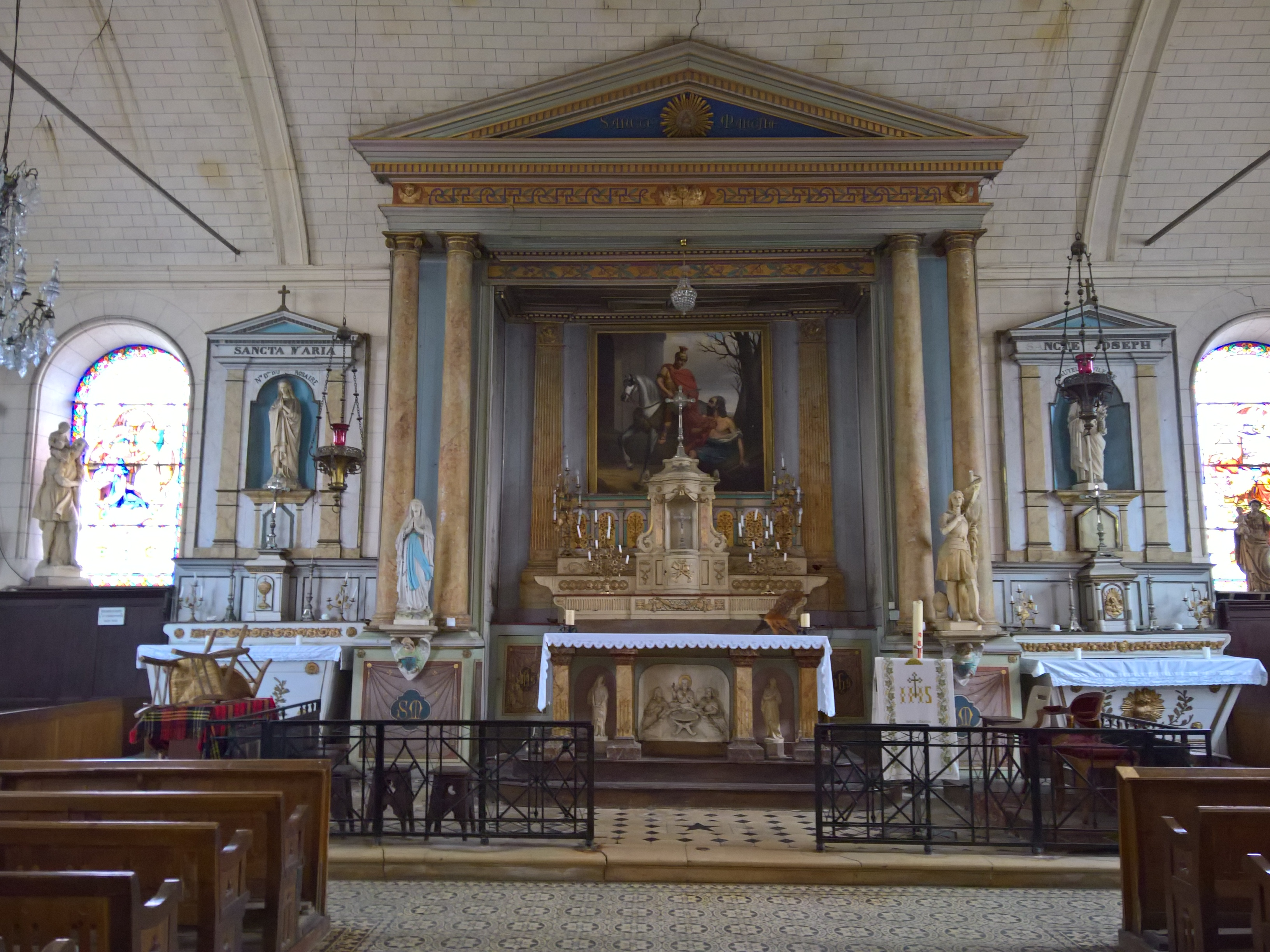
L'autel
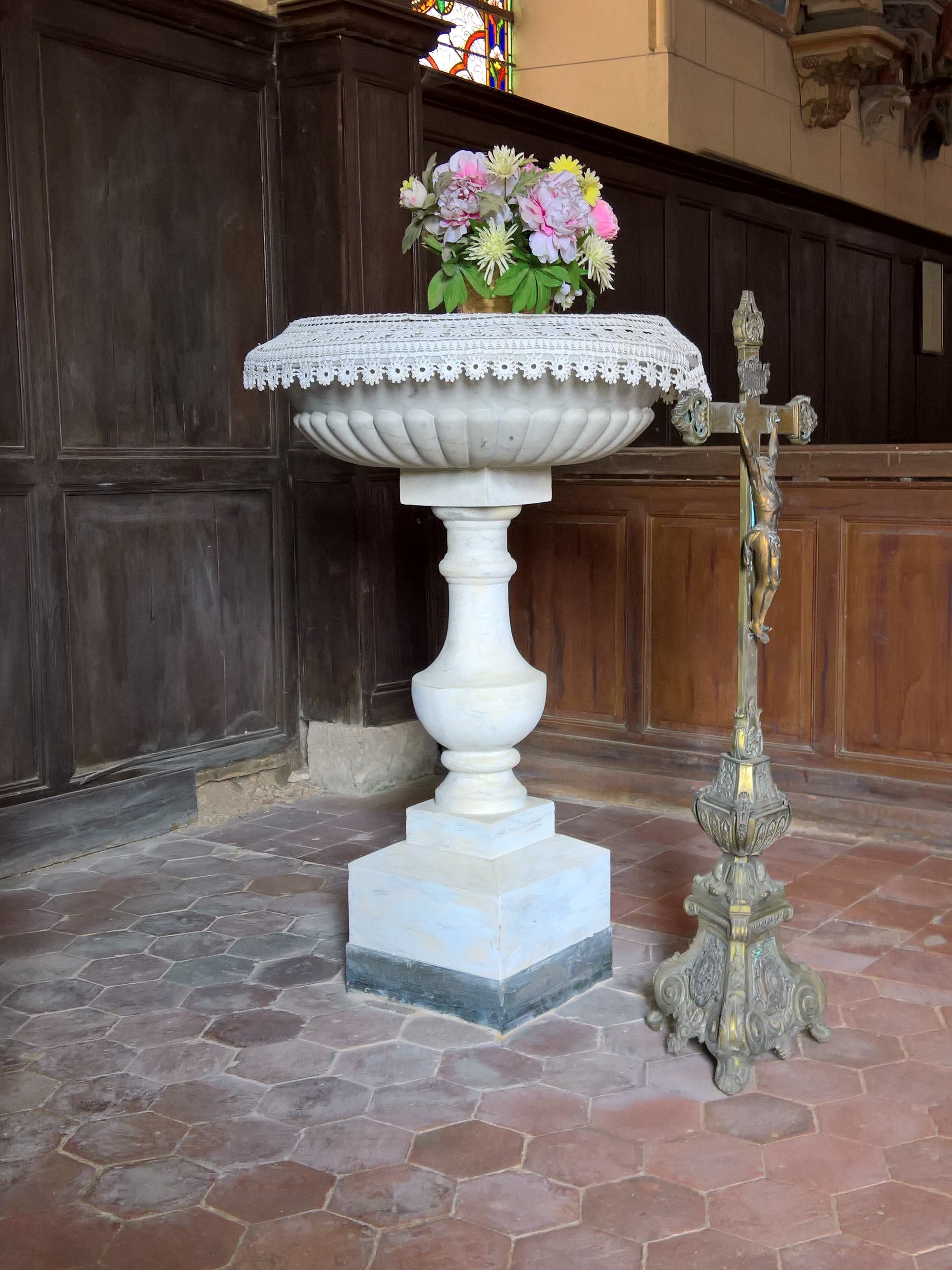
Les fonts baptismaux
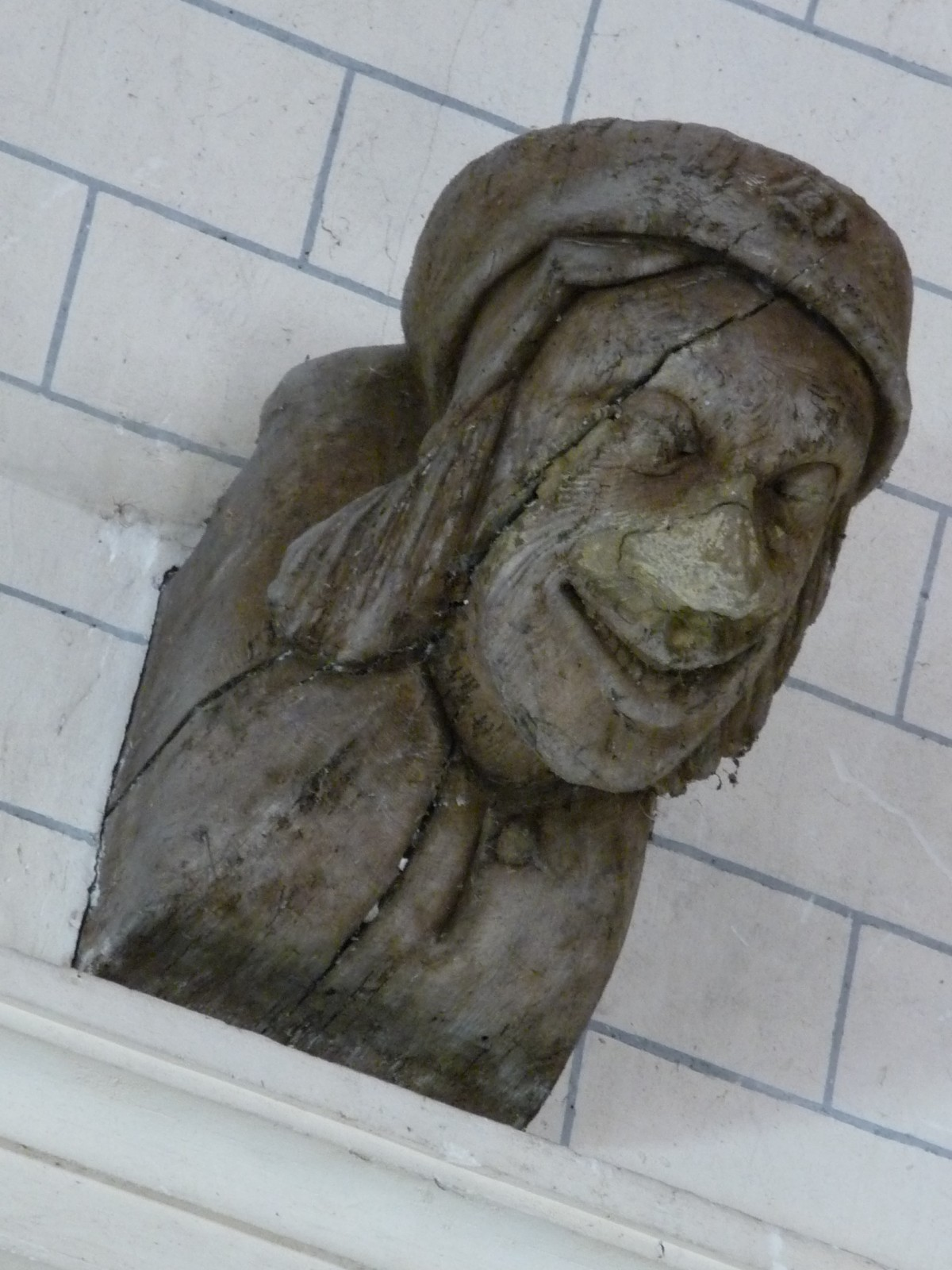
Détail de la charpente
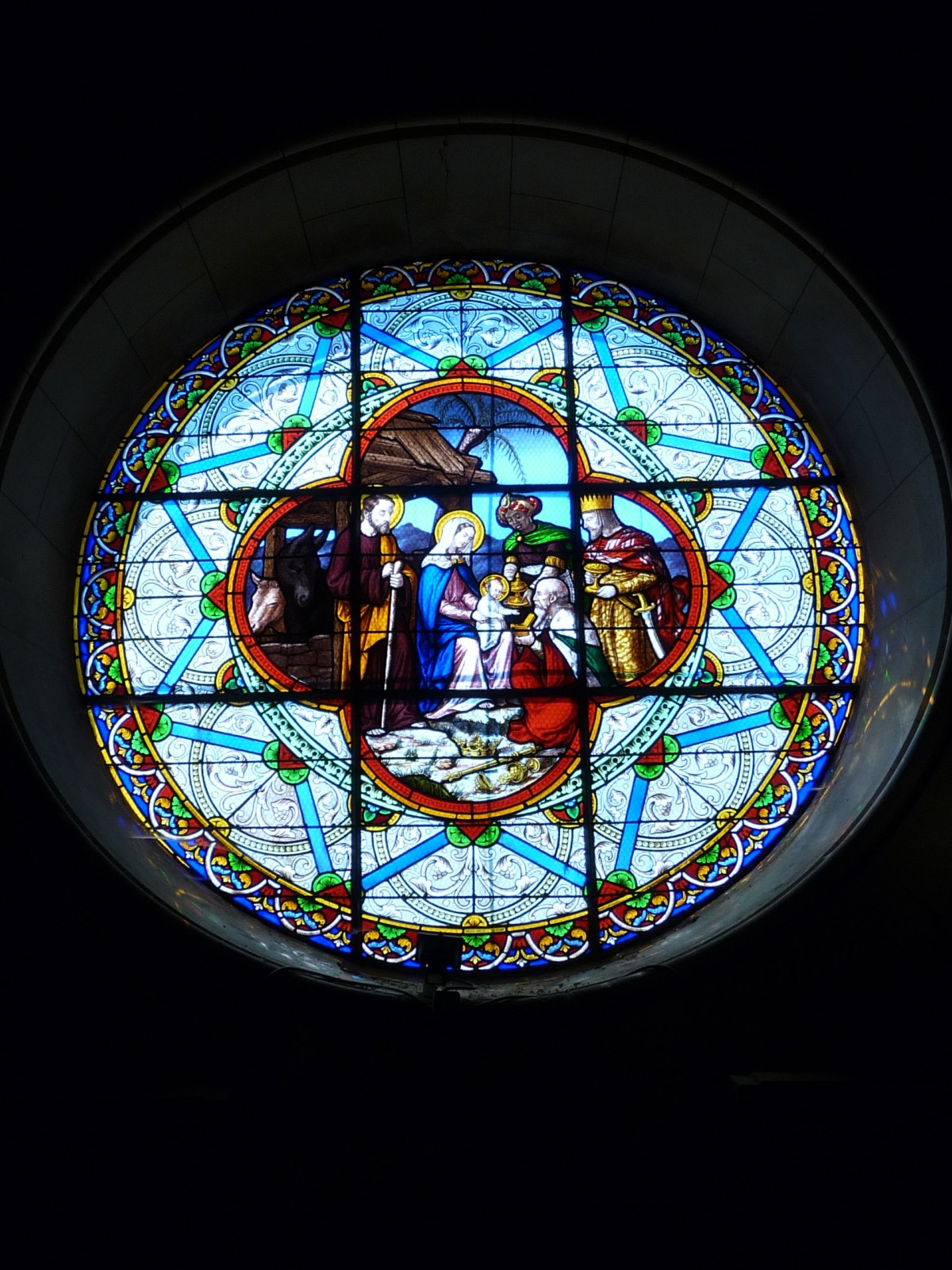

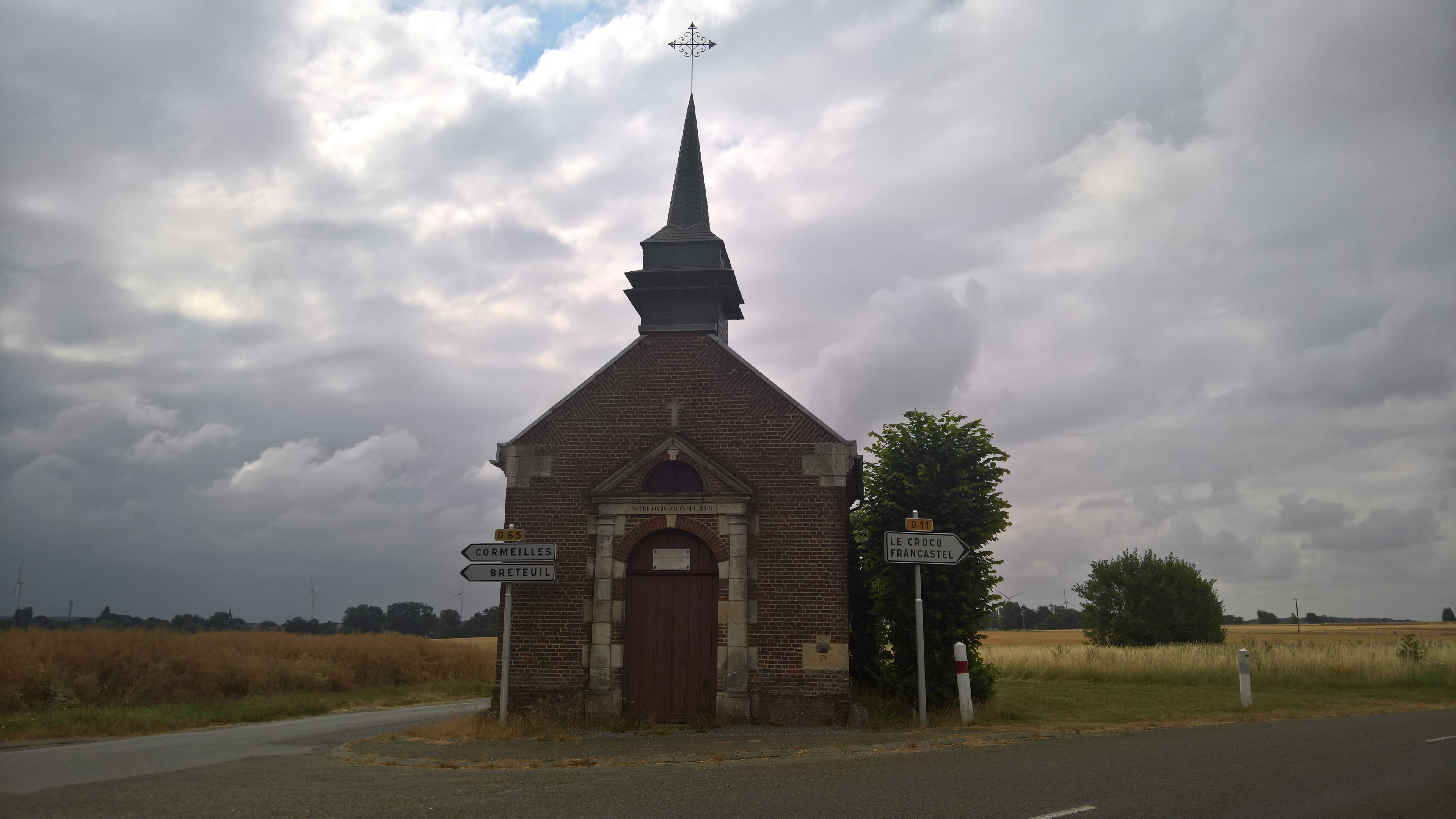
La chapelle ND du planton, sous un ciel menaçant.

- La chapelle Notre-Dame du planton ou du Bon secours, au carrefour des RD 11 et RD 65, édifiée par l'abbé Pointier avec ses deniers personnels en 1840,et indiquait la limite symbolique d'une épidémie de peste et la protection des habitants (Notre Dame "de bon secours"). C'est en 1859 que cet édifice a été légué à la commune (le maire était en cette année Florentin Barbier), cette donation a été signée chez Maître Caron, notaire dans la commune. Au-dessus de l'entrée se trouve un ex-voto qui indique « Reconnaissance à Marie / Elle nous a sauvé de l'invasion et de l'émigration  / 1914-1918 ».
:Des travaux ont permis de maintenir le bâtiment en bon état jusqu'à nos jours : en 1905 le clocher a été refait grâce à une donation, en 1930 Mesdames Lecomte et Lequenne ont permis une rénovation de l'ensemble, enfin en 1980 Claude Despaty, adjoint au maire, est intervenu auprès du député Marcel Dassault pour lui demander de l'aide.
:La toiture a quant à elle été restaurée en mai 2018 .

Chaque année depuis 1840, un pèlerinage à la Vierge a lieu début septembre entre l'église Saint-Martin et la chapelle[réf. nécessaire]
- L'arbre de la liberté, tilleul planté en 1889 pour le centenaire de la Révolution française.
- Monument aux morts républicain, entouré de deux saints.
- Le cimetière est excentré dans la vallée, au nord du village. Selon Louis Graves, « son emplacement forme une sorte de monticule à la manière

des tumulus; on en a extrait beaucoup de cercueils en pierre tendre, dont chacun contenait plusieurs vases de poterie grossière.
On l'appelle Saint-Martin du nom d'une chapelle fort ancienne qu'on a reconstruite en 1827 ».
La situation du village sur une crête du plateau picard lui offre de beaux points de vue.

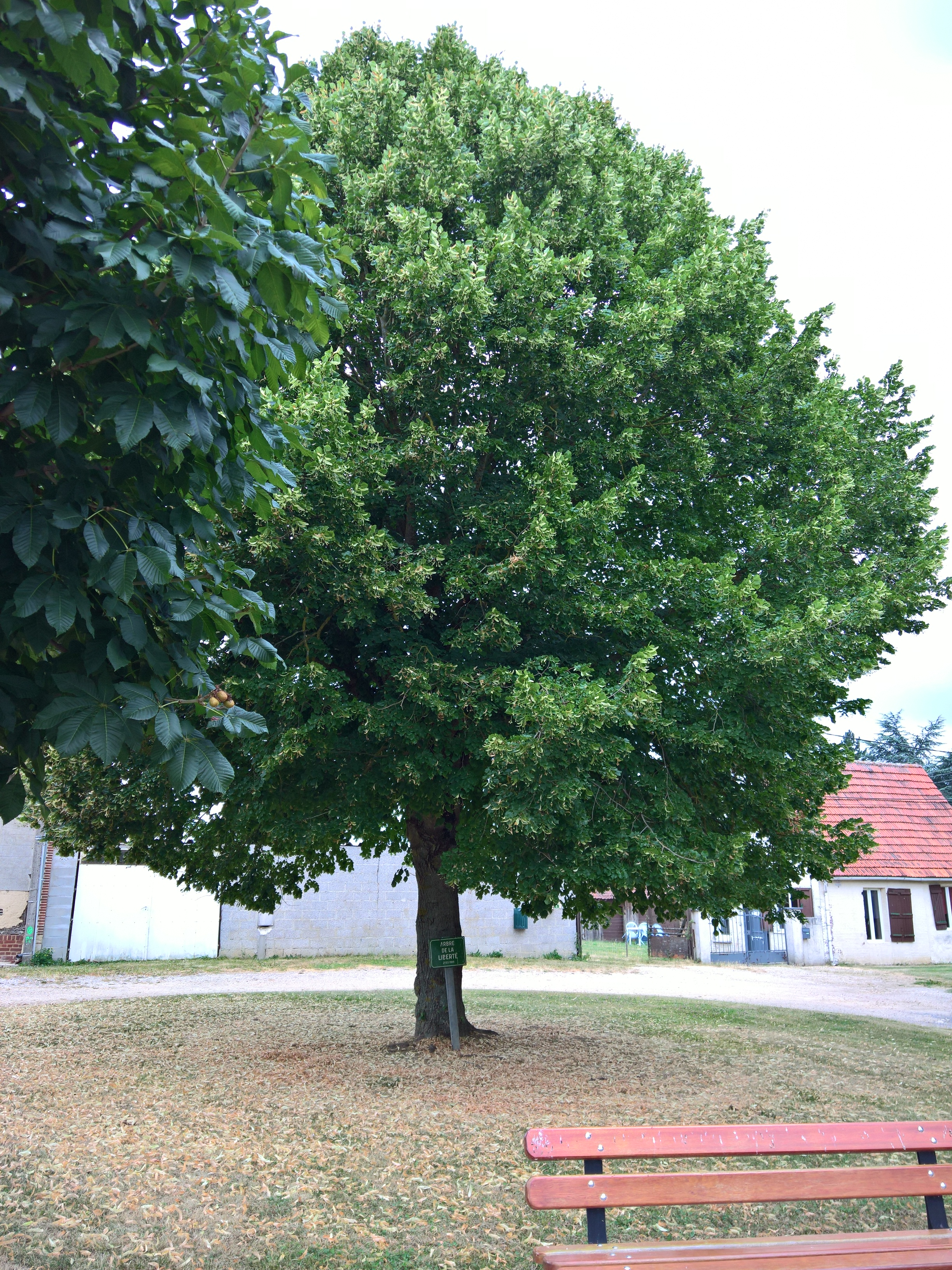
L'arbre de la liberté
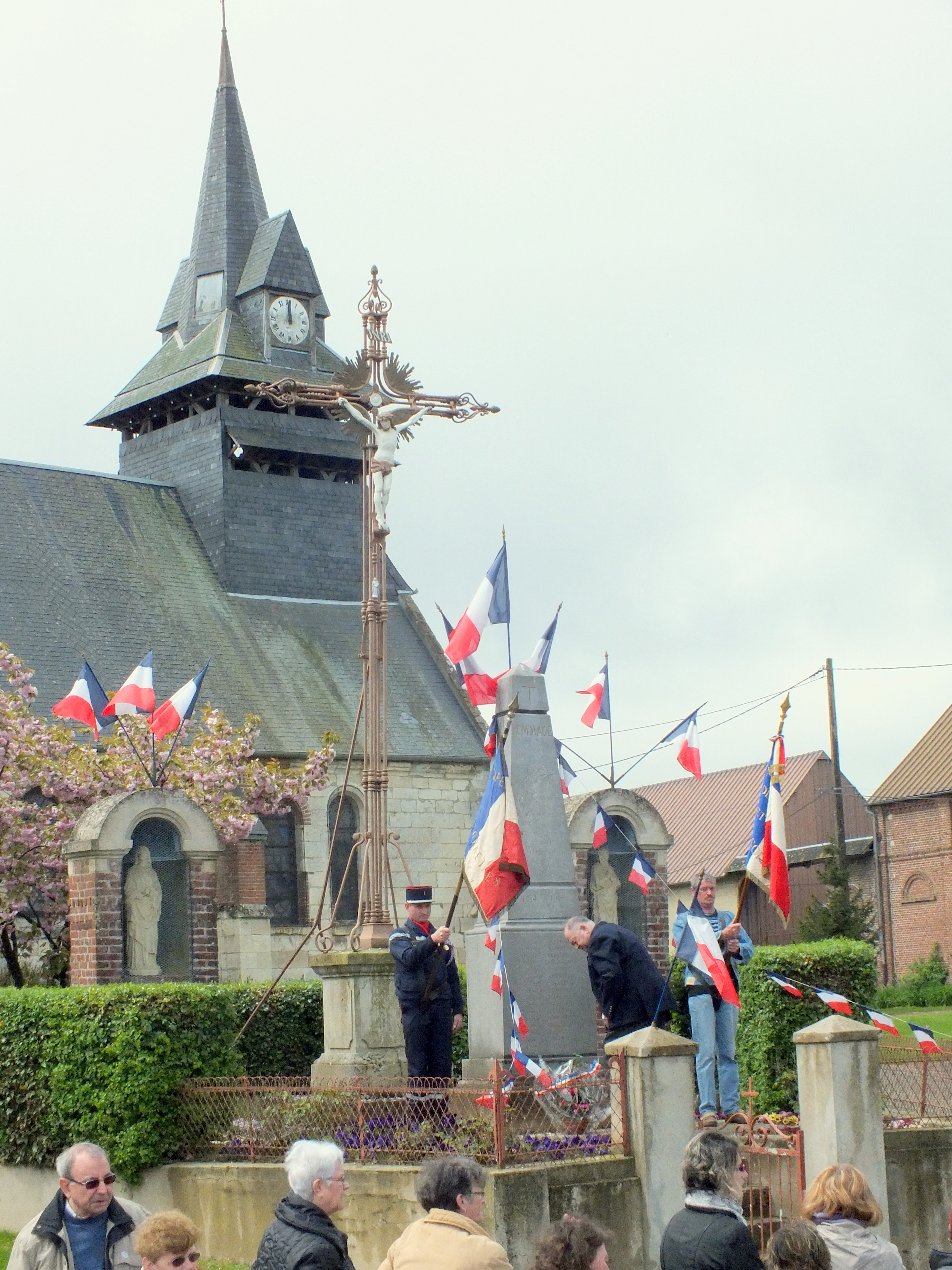
L'église Saint-Martin et le monument aux morts
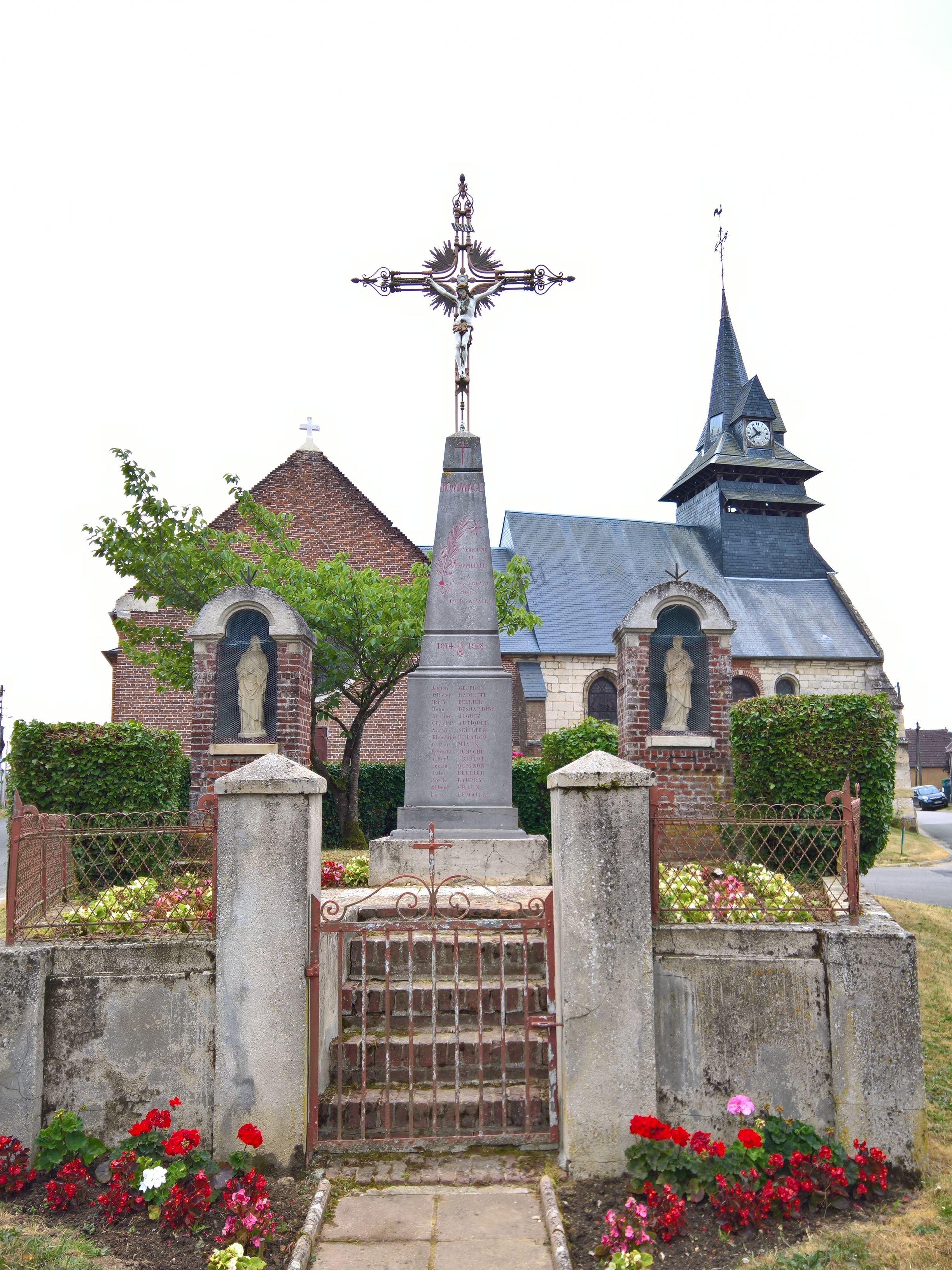
Le monument aux morts
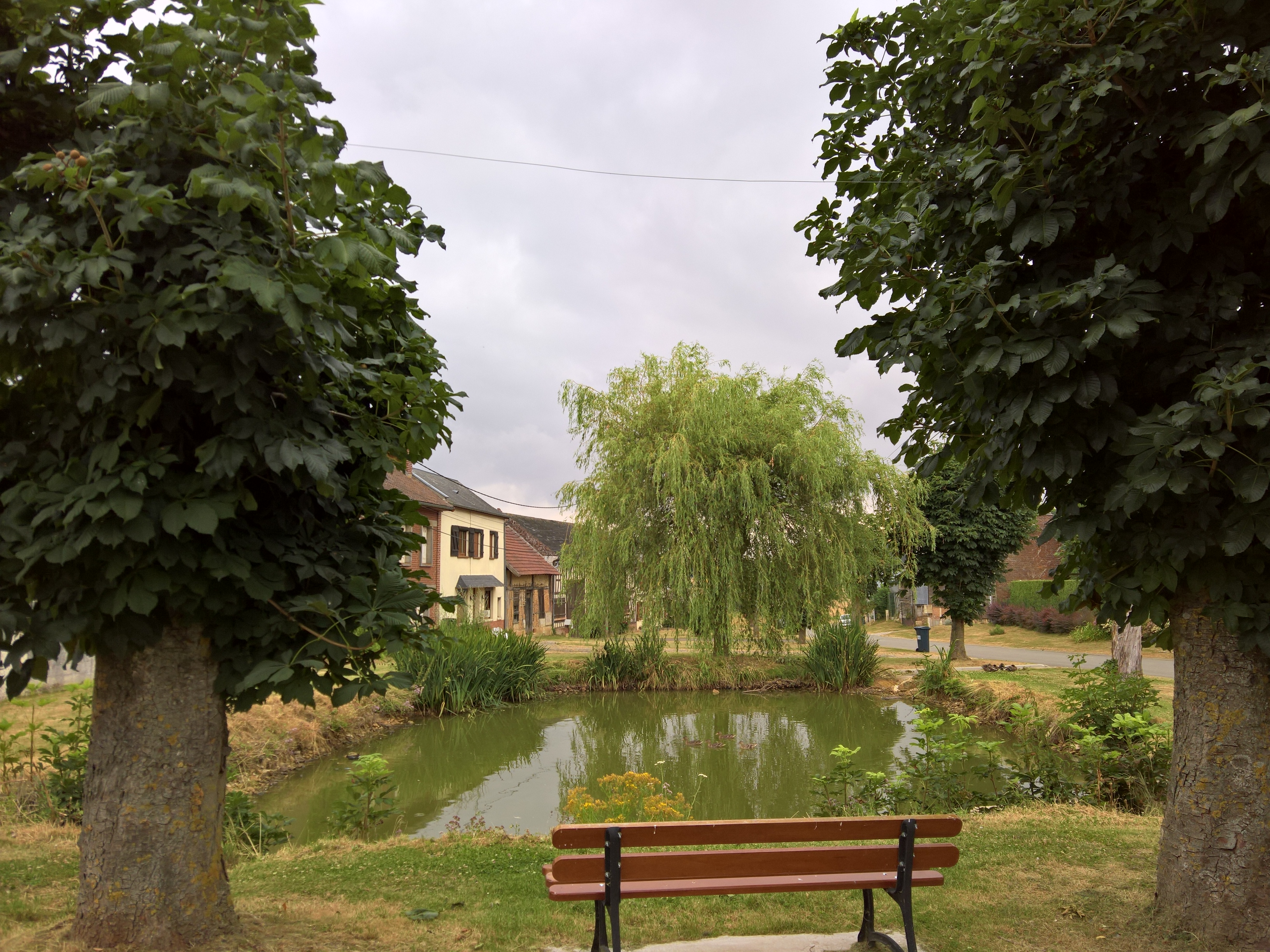
La mare
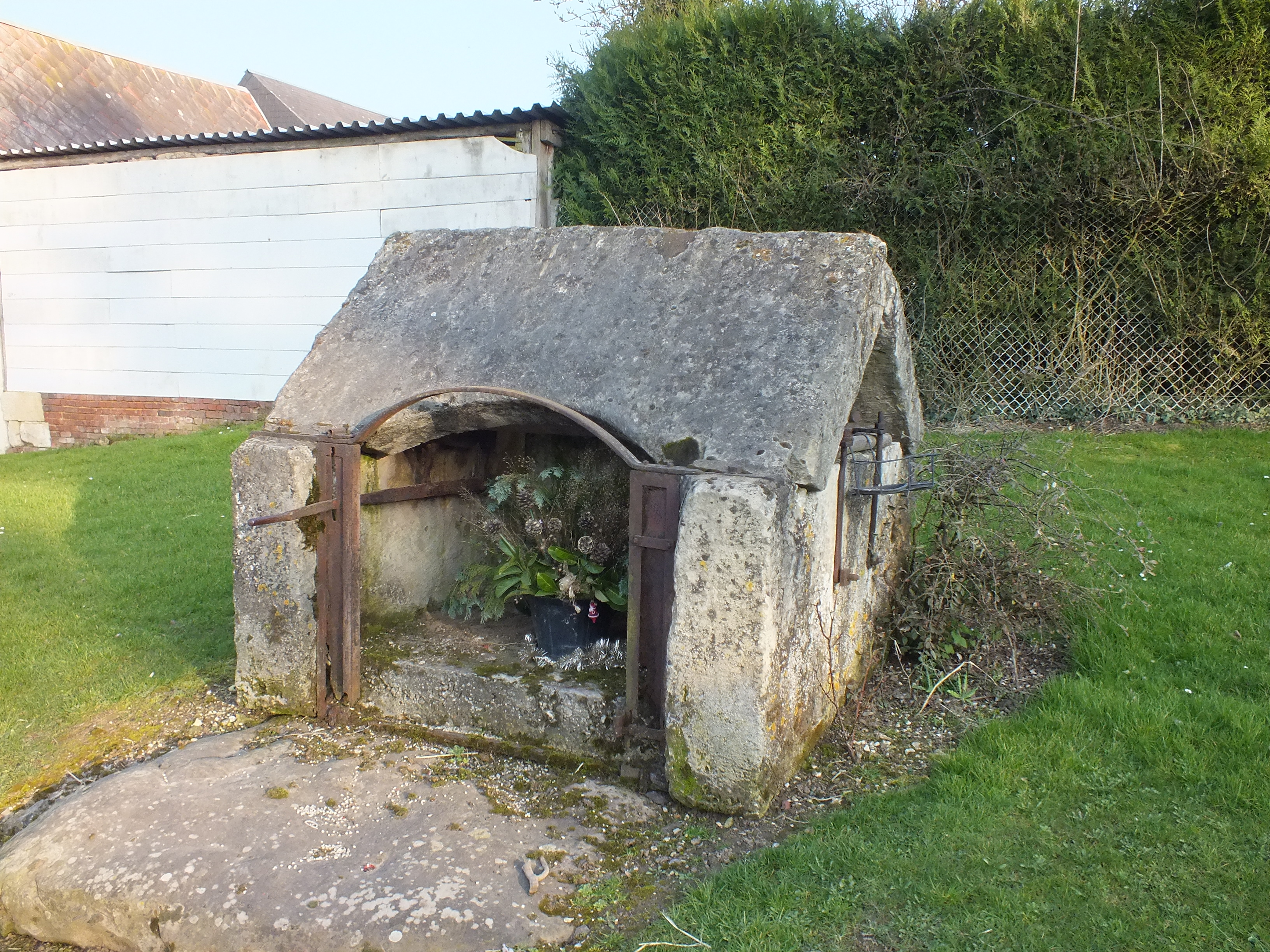
L'un des puits de la commune.
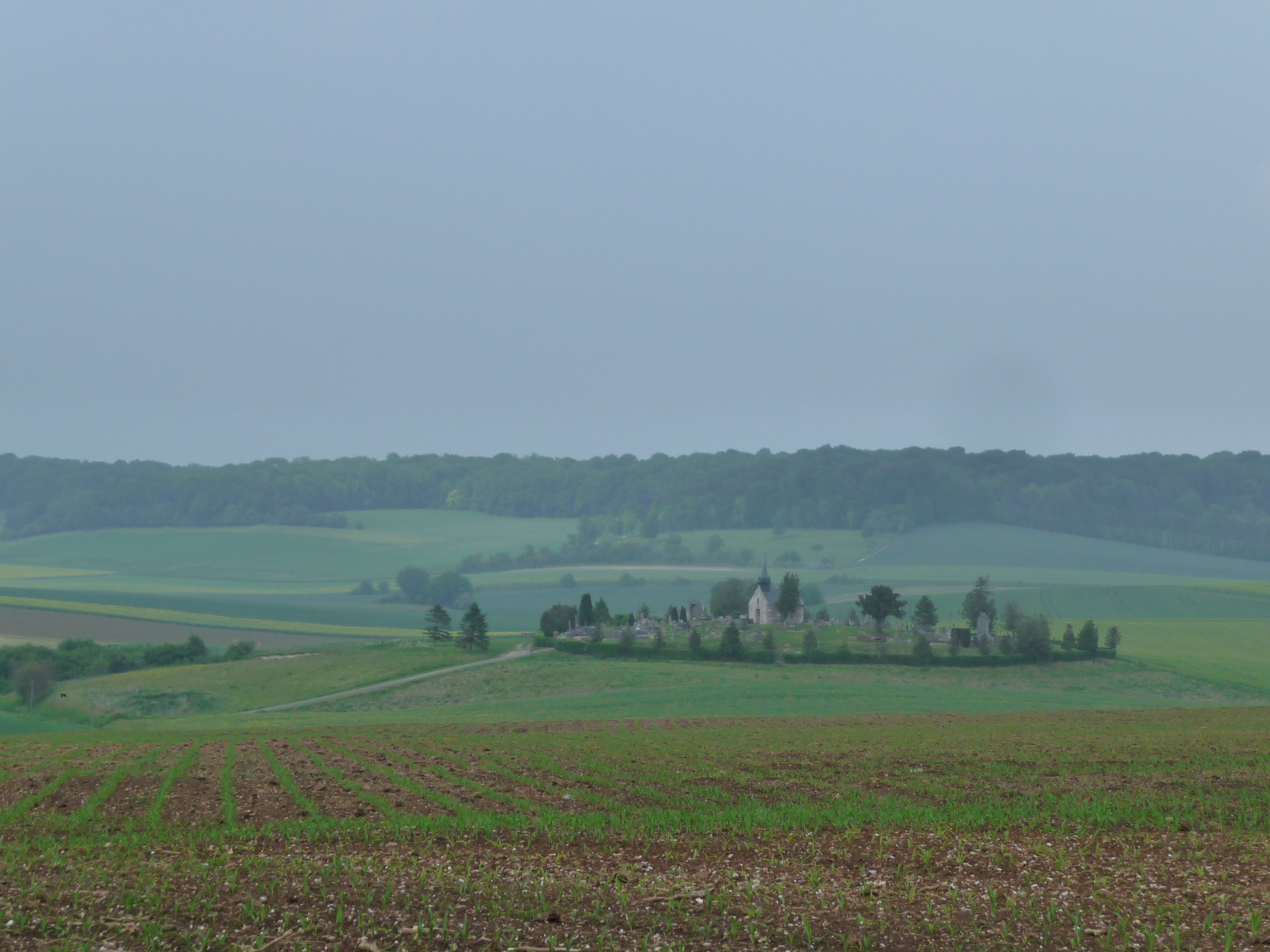
Vue éloignée du cimetière.
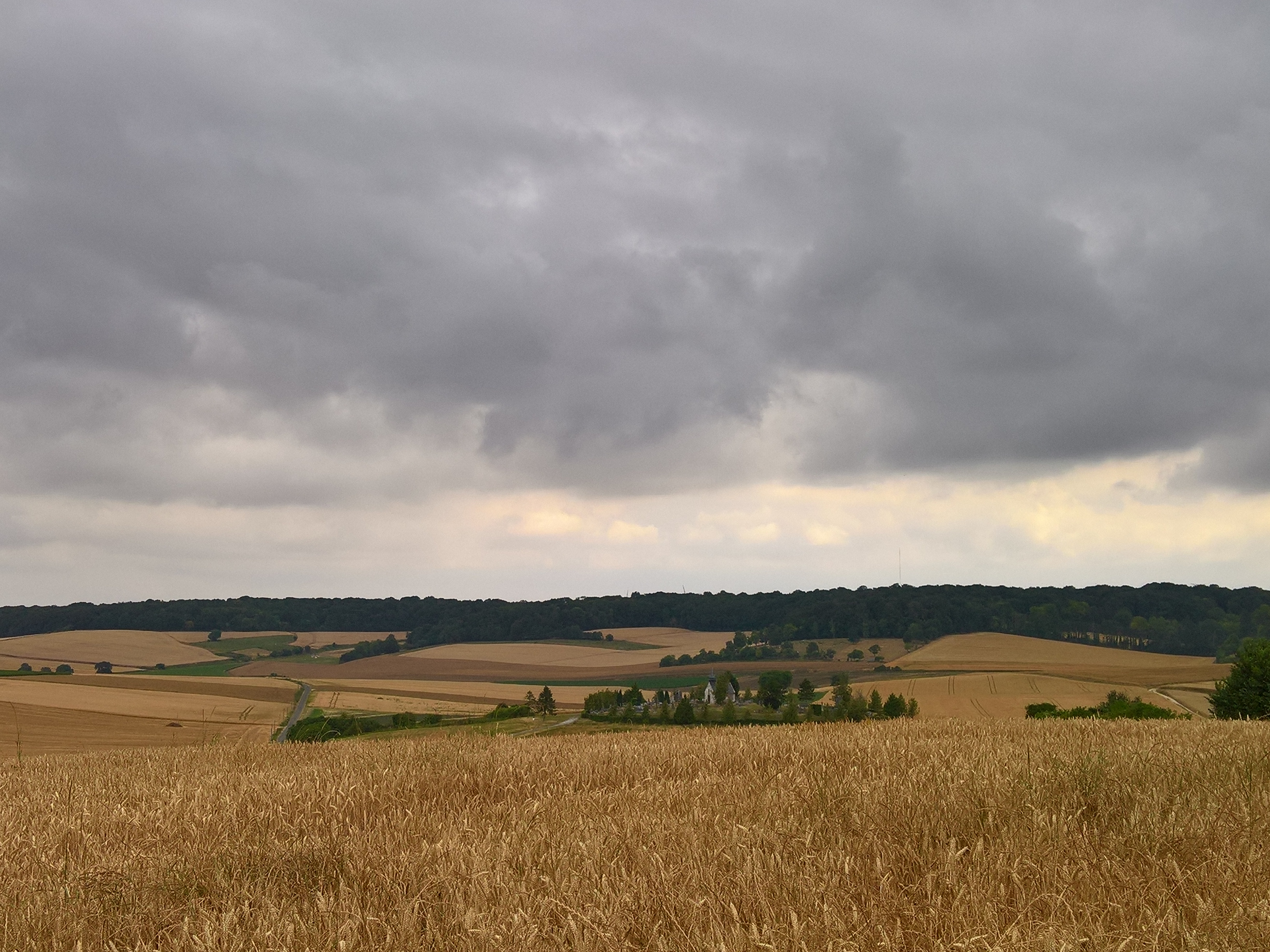
Autre vue éloignée du cimetière, peu avant la moisson

### Héraldique
| Blason de Cormeilles | Blason  | D'azur au château de gueules, ajouré et coulissé d'or, maconné de sable.                                                                                       |
| Blason de Cormeilles | Détails | * Il y a là non-respect de la règle de contrariété des couleurs : ces armes sont fautives (gueules sur azur). Le statut officiel du blason reste à déterminer. |